# Klawer
Klawer ist eine Stadt in der Lokalgemeinde Matzikama, Distrikt West Coast der südafrikanischen Provinz Westkap.
Die Stadt wurde in Afrikaans nach dem dort wachsenden wilden Klee (englisch: clover) benannt.

## Geografie
Sie liegt 285 Kilometer nördlich von Kapstadt zwischen den Matzikama-Bergen im Osten und dem Olifant River im Westen.
2011 hatte sie 6234 Einwohner in 1680 Haushalten auf einer Fläche von 6,41 km².

## Sehenswürdigkeiten
Während der Frühjahrsblüte ändert sich die aride Landschaft in ein Blumenparadies. Der nahe gelegene Doring River ist für das Rafting bekannt.
Klawer ist ein zentraler Punkt, von dem aus die anderen Städte der Region,
- Vredendal (15 Kilometer)
- Strandfontein
- Lamberts Bay
- Clanwilliam (53 Kilometer) und
- Vanrhynsdorp (22 Kilometer)

leicht erreicht werden können.

## Verkehr
Klawer ist über die Regionalstraße R363 zu erreichen, die durch den Ort verläuft. Sie zweigt östlich der Ortslage von der Nationalstraße N7 ab. In der anderen Richtung führt diese Regionalstraße durch eine fruchtbare Talregion bis Vredendal und weiter nach Norden. Zudem liegt Klawer an der Bahnstrecke von Kapstadt nach Bitterfontein.